# Paula Hawkins
Cet article concerne l'écrivaine britannique. Pour la sénatrice américaine, voir Paula Hawkins (femme politique). Pour les autres articles homonymes, voir Hawkins.
Paula Hawkins (née le 26 août 1972) est une écrivain britannique, connue pour son roman La Fille du train,.

## Biographie
Hawkins est née à Salisbury (actuelle Harare) en Rhodésie (actuel Zimbabwe) où elle a grandi. Son père était professeur d'économie et journaliste financier. Sa famille quitte le Zimbabwe et déménage à Londres en 1989 alors qu'elle a 17 ans. Elle étudie la philosophie, la politique et l'économie à l'université d'Oxford. Elle écrit des articles sur les affaires pour The Times, tout en écrivant plusieurs articles en indépendant et rédige un livre de conseils financiers pour les femmes, The Money Goddess. 
Vers 2009, Hawkins commence sa carrière de romancière en écrivant des fictions romantiques sous le pseudonyme d’Amy Silver. Elle rencontre le succès commercial en abandonnant le ton comique de ses premières nouvelles pour un style plus sombre et plus sérieux. Avec La Fille du train de 2015, elle écrit un thriller abordant les thèmes de la violence domestique et de l'alcoolisme féminin. Hawkins a écrit le livre en six mois, alors qu'elle était dans une situation financière difficile, et a dû emprunter de l'argent à son père pour pouvoir le terminer. Le livre est un grand succès, inattendu pour l'auteur dont le dernier livre avait été un échec, puisqu'il se vend à plus de 18 millions d'exemplaires .
Elle vit désormais dans le sud de Londres.

## Œuvres
Économie (Paula Hawkins) ;
- The Money Goddess (2006 - Livre de conseil financier pour les femmes)

Sous le pseudonyme d’Amy Silver ;
- Guerrilla Learning (2008 - Livre d'éducation en collaboration avec Grace Llewellyn)
- Confessions of a Reluctant Recessionista (2009 - Fiction romantique)
- All I Want for Christmas (2010 - Fiction romantique)
- One minute to midnight (2011 - Fiction romantique)
- Reunion (2013 - Fiction romantique)

Thriller (Paula Hawkins) ;
- The Girl on the Train (2015)
  - La Fille du train (2015 - Traduit en 42 langues[5] et vendu à 18 millions d'exemplaires[6],[7])
- Into the Water (2017)
  - Au fond de l'eau (2017)
- A Slow Fire Burning (2021)
  - Celle qui brûle (2021)
- Blind Spot (2022)
  - Angle mort (2023)
- The Blue Hour (2024)
  - L'Heure bleue (2024)

## Adaptations cinématographiques
- 2016 : La Fille du train, film américain réalisé par Tate Taylor, scénario d'Erin Cressida Wilson d'après le roman éponyme, avec Emily Blunt
- 2021 : Mira, la fille du train (The Girl on the Train), film indien réalisé par Ribhu Dasgupta, autre adaptation du roman La Fille du train

- En projet : en février 2017, la société de production DreamWorks de Steven Spielberg achète les droits d'adaptation cinématographique du roman Au fond de l'eau[7].

## Distinction
- Festival Polar de Cognac 2015 : Prix polar du meilleur roman international pour La Fille du train[8]